# Burlington (New Jersey)
|  | Dieser Artikel wurde aufgrund von inhaltlichen Mängeln auf der Qualitätssicherungsseite des Projektes USA eingetragen. Hilf mit, die Qualität dieses Artikels auf ein akzeptables Niveau zu bringen, und beteilige dich an der Diskussion! Eine nähere Beschreibung der zu behebenden Mängel fehlt. |

Burlington ist eine Kleinstadt im Burlington County, New Jersey, Vereinigte Staaten, und ist zugleich eine Vorstadt von Philadelphia. Das U.S. Census Bureau ermittelte bei der Volkszählung 2020 eine Einwohnerzahl von 9743.
Burlington liegt am Delaware River und ist über eine Brücke mit Bristol, Pennsylvania verbunden. Die Light-Rail-Linie River Line von Trenton nach Camden besitzt im Stadtgebiet die beiden Bahnhöfe Burlington Towne Centre und Burlington South.

## Geschichte
Nach der Eroberung Jerseys von Niederlanden 1664 teilte die Englische Krone Jersey unter den Lord Proprietors in zwei Teile. Nachdem Lord Berkeley das ihm zugewiesene Land an die Quäker verkauft hatte, gründeten um 1677 englische Quäker-Siedler die Siedlung Burlington, welche in der Zeit von 1674 bis 1702 auch als Verwaltungssitz von West Jersey diente. Danach wurden beide Teile Jerseys wieder zu einer Kronkolonie zusammengelegt und von Perth Amboy aus verwaltet.

## Persönlichkeiten
- James Fenimore Cooper (1789–1851), Schriftsteller
- Priscilla Braislin (1838–1888), Mathematikerin und Hochschullehrerin